# Theo van Reemst
Theodoor Everhard (Theo) van Reemst (Sleen, 10 oktober 1908 - Amstelveen, 14 januari 1980) was een Nederlandse arts en verzetsstrijder tijdens de Spaanse Burgeroorlog en de Tweede Wereldoorlog.

## Levensloop
Van Reemst werd geboren in Sleen in Drenthe als zoon van de arts Theodorus Arnoldus van Reemst en Wilhelmina Everharda Luber. Van Reemst ging medicijnen studeren in Groningen en werd aldaar lid van de sociaaldemocratische studentenvereniging. Eind oktober 1936 studeerde Van Reemst af en in december van dat jaar ging hij illegaal naar Spanje om zich aan te sluiten bij de Internationale Brigades. 

### Spaanse Burgeroorlog
Via Parijs, Limoges en Perpignan bereikte hij de Spaanse grens. Tijdens de Spaanse Burgeroorlog werkte Van Reemst als arts in diverse Spaanse ziekenhuizen. Aanvankelijk werkte Van Reemst in Figueres en vertrok daarna naar Albacete, de basis van de Internationale Brigades. Vanaf januari 1937 werkte hij als arts voor een Duitse brigade in Murcia in het zuidoosten van Spanje. 
Van Reemst werkte als arts ook aan het Jarama-front in Chinchón en in Morata de Tajuña. Toen Van Reemst in Morata de Tajuña werkte, werd de stad gebombardeerd door Duitse Junker-vliegtuigen. In maart 1937 was Van Reemst werkzaam in een dorp op ongeveer 100 kilometer van het front. In het dorp was er geen elektriciteit en om die reden hielp Van Reemst de burgemeester met het bouwen van een dynamo. Van Reemst sloot zich kort daarna aan bij de Spaanse Communistische Partij.
In juli 1937 keerde Van Reemst terug naar Morata de Tajuña waar hij de opdracht kreeg om een aantal Spaanse artsen te bespioneren die ervan werden verdacht sabotage te hebben gepleegd door opzettelijk infecties op te wekken. Na een aantal omwentelingen kwam Van Reemst terecht in het Hollands Hospitaal in Villanueva de la Jara, nadat hij geelzucht had gekregen. In het Hollands Hospitaal leerde hij de Nederlands-Duitse verpleegster Trudel van Reemst-de Vries kennen met wie hij in 1939 in Amsterdam trouwde. Eind 1938 moesten alle internationale troepen Spanje verlaten en Van Reemst vertrok naar Amsterdam. Na zijn terugkeer in Nederland werd Van Reemst stateloos verklaard. Hij sloot zich aan bij de Communistische Partij Nederland en sprak op avonden van ‘Hulp aan Spanje’. Na zijn huwelijk met De Vries in 1939 verhuisde het koppel naar Vlaardingen waar Van Reemst zich vestigde als huisarts.

### Tweede Wereldoorlog
Tijdens de Tweede Wereldoorlog was Van Reemst betrokken bij een groep die aanslagen voorbereidde. Op 23 november 1942 werden Van Reemst en zijn vrouw gearresteerd. Via Kamp Amersfoort kwam Van Reemst op 16 december 1942 aan in Kamp Amersfoort. Vanuit daar ging hij op 18 januari 1943 naar Kamp Vught. In Kamp Vught werkte Van Reemst aanvankelijk als arts, maar later als vliegtuigmonteur. Bij het monteren van vliegtuigen pleegde Van Reemst sabotage. Ook wist hij, met hulp van de kampkok, het eten van de Duitse kampbewakers met uitwerpselen te besmetten waardoor er een tyfusepidemie onder de bewakers uitbrak. Op 24 mei 1944 werd Van Reemst gedeporteerd naar Dachau.

### Na de Tweede Wereldoorlog
Van Reemst overleefde concentratiekamp Dachau. Met zijn medische kennis had hij veel kampgenoten kunnen helpen, maar werd "nooit meer de oude". Na de oorlog sloot hij zich aan bij het Comité Vrij Spanje en in de Landelijke Kontaktgroep Verzetsgepensioneerden. Als arts was hij in Nederland een van de eersten die zich inzette voor de erkenning van het ‘concentratiekampsyndroom’, dat in 1980 werd toegevoegd aan de DSM. Van Reemst overleed op 14 januari 1980 in Amstelveen.